# Показник поглинання
Коефіціє́нт поглина́ння — кількісна характеристика зменшення інтенсивності випромінювання при проходженні через середовище.
Коефіцієнт поглинання може характеризувати згасання випромінювання будь-якої природи, наприклад, світла чи звуку. Прийняте позначення — α.
Коефіцієнт поглинання не вимірюють безпосередньо, а розраховують, порівнюючи інтенсивності випромінювання, що падає на поверхню зразка, відбивається від неї, й проходить через зразок.

## Математичне формулювання
При розпосюдженні світла в середовищі, енергія поглинута в тонкому шарі, пропорційна інтенсивності випромінювання I, яка падає на цей шар, і товщині шару dx.
Таким чином інтенсивність при проходженні випромінювання крізь шар зменшується на величину
{\displaystyle dI=-\alpha Idx},
Розв'язок даного рівняння записується у вигляді
{\displaystyle I(x)=I_{0}e^{-\alpha x}},
де {\displaystyle I(x)} — інтенсивність випромінювання на глибині {\displaystyle x}, а {\displaystyle I_{0}} — інтенсивність випромінювання на поверхні. Така залежність випромінювання від товщини шару, через який воно пройшло називається законом Бугера-Ламберта-Бера.
Визначений так коефіцієнт поглинання вимірюється в обернених сантиметрах.
Коефіцієнт поглинання залежить від частоти. Особливо сильне поглинання на частотах, які відповідають характерним частотам процесів, що відбуваються в середовищі.

## Фізичний зміст коефіцієнта поглинання
Коефіцієнт поглинання α — це величина, обернена до товщини шару, пройшовши крізь який інтенсивність випромінювання зменшиться в «е» разів.

## Поглинання світла різними поверхнями
Чорні матові поверхні поглинають майже все випромінювання, тоді як білі майже нічого не поглинають. Наприклад, коефіцієнт поглинання чистого скла — 2—4 %, білого матового пластику — 10—20 %.